# Urbano područje
Urbano, urbanizirano ili gradsko područje, naseljeni je prostor koji obilježavaju velika gustoća stanovništva i naglašenost ljudskih promjena prostora u usporedbi s okolnim područjima. Urbana područja mogu obuhvatiti velegradove, gradove, gradiće ili konurbacije, no opseg se pojma nikad ne proteže na ruralna naselja poput sela i zaselaka.
Urbana područja nastaju i razvijaju se u procesu urbanizacije. Mjerenje opsega urbanih područja pomaže u analiziranju gustoće stanovništva i urbanoga isturenja (engl. urban sprawl) te u određivanju urbanoga i ruralnoga stanovništva.
Za razliku od urbana područja metropolitansko područje uključuje ne samo urbano područje nego i satelitske gradove zajedno s ruralnim tlom smještenim između njih koje je društveno-gospodarski povezano s gradskom jezgrom obično poslovnim vezama putem komutacije gdje urbani jezgreni grad ima ulogu primarnoga tržišta rada. 
U SAD-u se metropolitanska područja nastoje odrediti putem okrugâ ili političkih jedinica veličine okruga kao građevnih jedinica puno većih, no stanovništvom gušćih jedinica. Okruzi nastoje biti stabilne političke granice, no ekonomisti radije rabe gospodarsku i društvenu statistiku utemeljenu na metropolitanskim područjima. Urbanizirana područja relevantnija su statistički za određivanje uporabe zemljišta po stanovniku i gustoće stanovnika.

## Odredbe
Definicije se razlikuju među državama. Europske države određuju urbanizirana područja na temelju urbane uporabe zemljišta, ne dopuštajući nikakve prekide od obično više od 200 m te rabe satelitsko snimanje umjesto cenzusnih blokova radi određivanja granica urbanoga područja. U slabije razvijenim zemljama, osim zahtjeva o uporabi zemljišta i gustoći stanovništva, ponekad se rabi zahtjev da se velika većina stanovništva, obično 75 %, ne bavi poljoprivredom i/ili ribarstvom.

### Japan
U Japanu se urbanizirana područja određuju kao kontigvitetna područja gusto naseljenih okruga (distrikata) rabeći cenzusne enumeracijske distrikte kao jedinice sa zahtjevom gustoće od 4 000 stanovnika po četvornom kilometru.

## Vanjske poveznice
- (engl.) United Nations Statistics Division (UNSTAT): Definition of "urban"
- (engl.) World Urban Areas Sva identificirana svjetska urbanizirana područja s više od 500.000 stanovnika i ostalo: stanovništvo i gustoća.
- (engl.) Geopolis  Arhivirana inačica izvorne stranice od 12. listopada 2009. (Wayback Machine): istraživačka grupa za svjetska urbana područja sa Sveučilišta u Parizu
- (engl.) Gridded Population of the World – sadrži poveznice na definicije urbanog područja i karte preko 230 država/teritorija
- (engl.) City Mayors – The World's Largest Urban Areas in 2006
- (engl.) City Mayors – The World's Largest Urban Areas Projected for 2020